# Murra
Murra là một khu tự quản thuộc tỉnh Nueva Segovia, Nicaragua. Khu tự quản Murra có diện tích 429 ki lô mét vuông. Đến thời điểm năm 2005, huyện Murra có dân số 14847 người.